# クラーク郡 (アーカンソー州)
クラーク郡（Clark County）は、アメリカ合衆国アーカンソー州の郡である。人口は2万1466人（2020年）。郡庁所在地はアーカデルファイアである。クラーク郡は1818年12月15日に形成されこの時のミズーリ準州の知事ウイリアム・クラークにちなんで名付けられた。

## 地理
アメリカ合衆国統計局によると、この郡は総面積2,286 km2 (883 mi2) である。このうち2,241 km2 (865 mi2) が陸地で44 km2 (17 mi2) が水地域である。総面積の1.95%が水地域となっている。

### 隣接する郡
- ホットスプリング郡  (北東)
- ダラス郡  (東)
- ワシタ郡  (南東)
- ネバダ郡  (南西)
- パイク郡  (西)
- モンゴメリー郡  (北西)

## 人口動静
2000年の国勢調査で、この郡は人口23,546人、8,912世帯、及び5,819家族が暮らしている。人口密度は10/km2 (27/mi2) である。5/km2 (12/mi2) の平均的な密度に10,166軒の住居が建っている。この郡の人種的構成は白人74.28%、アフリカン・アメリカン22.02%、先住民0.46%、アジア0.62%、太平洋諸島系0.04%、その他の人種1.37%、及び混血1.20%である。人口の2.40%がヒスパニックまたはラテン系である。
この郡内の住民は21.70%が18歳未満の未成年、18歳以上24歳以下が20.00%、25歳以上44歳以下が23.80%、45歳以上64歳以下が19.90%、及び65歳以上が14.60%にわたっている。中央値年齢は32歳である。女性100人ごとに対して男性は92.70人である。18歳以上の女性100人ごとに対して男性は88.90人である。
この郡の世帯ごとの平均的な収入は28,845米ドルであり、家族ごとの平均的な収入は37,092米ドルである。男性は28,692米ドルに対して女性は19,886米ドルの平均的な収入がある。この郡の一人当たりの収入 (per capita income) は14,533米ドルである。人口の19.10%及び家族の13.50%は貧困線以下である。全人口のうち18歳未満の20.90%及び65歳以上の18.40%は貧困線以下の生活を送っている。

## 都市及び町
- アミティ
- アーカデルファイア
- Caddo Valley
- Gum Springs
- Gurdon
- Okolona
- Whelen Springs